# Joseph Keilberth
Joseph Keilberth (19. dubna 1908 Karlsruhe – 20. července 1968 Mnichov) byl německý dirigent.
Jeho rodina pocházela z Horní Falce. Děd Friedrich Keilberth (1844-1919) byl kapelníkem (Kapellmeister) vojenské hudby v Mnichově, otec Joseph Keilberth (1882-1933) hrál sólově na violoncello u Bádenské dvorní kapely v Karlsruhe. Joseph Keilberth mladší se oženil v roce 1936 s tanečnicí Ingeborg Schultzovou, se kterou měl dvě děti, syna a dceru. Je pochován na lesním hřbitově v Grünwaldu u Mnichova.

## Kariéra podle působiště

### Karlsruhe
Joseph Keilberth studoval v Karlsruhe a svou kariéru zahájil roku 1925 u Bádenského státního divadla (Badisches Staatstheater) v Karlsruhe, a to nejprve jako korepetitor pro Bádenskou státní kapelu (Badische Staatskapelle) v Karlsruhe, později byl jmenován jejím kapelníkem. Roku 1935 se ucházel o místo šéfdirigenta (Generalmusikdirektor, GMD) tohoto symfonického orchestru a podařilo se mu prosadit proti kandidatuře Herberta von Karajana; stal se tak nejmladším šéfdirigentem v Německu. Zda byl již před převzetím moci NSDAP členem „Bojového svazu za německou kulturu“ (Kampfbund für deutsche Kultur) a později jeho následnické organizace „Národně-socialistické kulturní obce“ (Nationalsozialistische Kulturgemeinde), jak tvrdí Fred K. Prieberg, není při neexistenci podepsaného dokladu o členství v této organizaci jisté; mohlo se jednat též o jeho stejnojmenného otce. Je však jisté, že až do zákazu karlsružské schlaraffie byl pod jménem „Ritter Kla-Mottl der Zartbesaitete“ členem „Schlaraffia Carolsuhu“. Ještě v lednu 1939 provedl se svým orchestrem v Karlsruhe dílo Igora Stravinského, které bylo nacisty odmítáno a označováno za "kulturbolševismus".

### Praha
Roku 1940 převzal Keilberth na doporučení Wilhelma Furtwänglera jako šéfdirigent Německou filharmonii (Deutsches Philharmonisches Orchester, Deutsche Philharmonie) v Praze, která vznikla již za dob Rakousko-Uherska a nyní pokračovala ve svém působení v Protektorátu Čechy a Morava. S tímto orchestrem rovněž roku 1941 obnovil hudební provoz v pražském Rudolfinu. Není známo, že by někdy řídil koncert při příležitosti narozenin Adolfa Hitlera. Dirigoval pražskou Německou filharmonii při cca 400 vystoupeních, přičemž hudba skladatelů významně propagovaných až nacistickým režimem figurovala jen asi na 20 z nich. Keilberthovi se podařilo získat pro členy svého pražského orchestru zařazení jako „u.k.“ („unabkömmlich“, „nepostradatelní“), což bránilo povolání hudebníků k vojsku, a proto orchestr přetrval až do posledních dní druhé světové války. Posledním pražským koncertem byl večer věnovaný Ludwigu van Beethovenovi 1. května 1945. Od roku 1942 do 1945 byl Keilberth zemským vedoucím Říšské hudební komory (Reichsmusikkammer) v říšském Protektorátu Čechy a Morava, roku 1944 byl zapsán na „seznam Bohem nadaných“ (Gottbegnadeten-Liste), tj. seznam pro Třetí říši nejdůležitějších umělců vedený ministerstvem propagandy. V Praze se rovněž blíže seznámil s klasickým českým repertoárem (Bedřich Smetana, Antonín Dvořák a jiní), které poté po zbytek kariéry v Německu propagoval.

### Berlín a Drážďany
Po zadržení a nucených pracích v Československu byl Joseph Keilberth se svou rodinou odsunut do Saska a dne 10. června 1945 dorazil do Drážďan. Byl obratem jmenován šéfdirigentem symfonického orchestru Sächsische Staatskapelle Dresden a zde již 16. července 1945 zahájil koncertní sezónu. Toto místo Keilberth zastával do roku 1949, v Drážďanech zůstal do roku 1950. Měl velké zásluhy na obnovení tamějšího operního a koncertního života. V této funkci mj. pořídil vůbec první kompletní nahrávku opery Rusalka od Antonína Dvořáka. Vedle toho byl v letech 1948 až 1951 vedoucím dirigentem Staatskapelle Berlin, která v té době hrála v Admirálském paláci (Admiralspalast), protože Státní opera Pod lipami (Staatsoper Unter den Linden) byla zničena ve válce a znovu otevřena až 4. září 1955.

### Bamberk, Hamburk a Mnichov
Od roku 1950 do své smrti roku 1968 byl Joseph Keilberth šéfdirigentem Bamberských symfoniků (Bamberger Symphoniker). Toto těleso bylo po druhé světové válce utvořeno v Bamberku zejména z členů bývalého Keilberthova pražského orchestru a dosáhlo brzy velkých úspěchů. V letech 1951 až 1959 zastával funkci šéfdirigenta Hamburské filharmonie a roku 1959 se stal nástupcem Ference Friscaye na místě šéfdirigenta Bavorské státní opery v Mnichově. Zde zažil mimo jiné otevření rekonstruované budovy Státní opery 1963 jako dirigent slavnostního představení Mistrů pěvců norimberských. Keilberth zemřel roku 1968 za dirigentským pultem během slavnostního představení opery Richarda Wagnera Tristan a Isolda v Mnichovském národním divadle. Dosud je jediným dirigentem, který stál v čele dvou vůdčích orchestrů Bavorska současně.

### Hostování
V letech 1952 až 1956 dirigoval Joseph Keilberth celkem 56 představení na Hudebních slavnostech v Bayreuthu. V letech 1952, 1953 a 1955 tam nahrál celý Prsten Nibelungův na zakázku firmy Decca poprvé jako živou stereonahrávku. Z právních důvodů (mezitím získala exkluzivní smlouvu na záznamy z Bayreuthu firma EMI) nesměly být tyto nahrávky zveřejněny, zmizely v archivu a na veřejnost se dostaly poprvé roku 2006. Vedle toho vystupoval od roku 1957 na Salcburských hudebních slavnostech, jakož i na Lucernském festivalu, na Vídeňských slavnostních týdnech (Wiener Festwochen) a na Edinburském festivalu. Jako stálý host pracoval od roku 1936 s Berlínskou filharmonií a s Mnichovskou filharmonií, od roku 1943 s Vídeňským symfonickým orchestrem, od roku 1944 s Vídeňskou filharmonií, od roku 1951 s Hudebním kolegiem Winterthur (Musikkollegium Winterthur) a od roku 1965 s NHK Symphony Orchestra Tokyo. Vedle toho dirigoval řadu rozhlasových operních představení a koncertů (Bayerischer Rundfunk v Mnichově, Westdeutscher Rundfunk v Kolíně nad Rýnem a Süddeutscher Rundfunk ve Stuttgartu).

## Význam
Joseph Keilberth dirigoval s příznačnou jasností a střídmostí svých dirigentských gest; jeho zvláštní předností byla promyšlená výstavba dlouhých celků, vět nebo operních aktů. Podle Davida Patmorea byl „vynikající příklad německé dirigentské tradice, v níž je přímočarého a dynamického provedení daného díla dosaženo s omezeným subjektivním zásahem“. Byl znám zejména pro své interpretace Mozarta, Beethovena a Wagnera, jakož i pro provedení děl Antona Brucknera, Johannese Brahmse, Bedřicha Smetany, Antonína Dvořáka, Maxe Regera, Richarda Strausse, Hanse Pfitznera a Paula Hindemitha. I jeho hostování mívalo mimořádný úspěch. Spolupracoval s nejvýznamnějšími orchestry i pěveckými a instrumentálními sólisty a vyprodukoval velkou řadu gramofonových nahrávek, které dokumentují důležitou epochu německé hudební kultury.
Joseph-Keilberth-Saal v „Konzerthalle Bamberg“ je od roku 1993 novým domovským působištěm Bamberských symfoniků.

## Diskografie
(výběr, abecedně podle skladatele)
- Beethoven: Symfonie č. 1 (Bamberger Symphoniker / 3.–5. července 1958 / Telefunken SLT 43007)
- Beethoven: Symfonie č. 2 (Bamberger Symphoniker / 1.–3. července 1958 / Telefunken SLT 43049 & NHKO / 1968 živě v Tokiu)
- Beethoven: Symfonie č. 3 „Eroica“ (Philharmonisches Staatsorchester Hamburg / 27. září až 3. října 1956 / Telefunken SLT 43001 & Bamberger Symphoniker / 1968 živě v Tokiu)
- Beethoven: Symfonie č. 4 (Philharmonisches Staatsorchester Hamburg / 30. září až 3. října 1959 / Telefunken SLT 43052 & Bamberger Symphoniker / 1968 živě v Tokiu)
- Beethoven: Symfonie č. 5 (Philharmonisches Staatsorchester Hamburg / 6.–7. ledna 1953 / Telefunken LSK 7021 & Philharmonisches Staatsorchester Hamburg / 28. Januar bis 5. února 1958 / Telefunken SLT 43002)
- Beethoven: Symfonie č. 6 (Bamberger Symphoniker / 8.–10. července 1960 / Telefunken SLT 43050)
- Beethoven: Symfonie č. 7 (Berliner Philharmoniker / 27.–29. října 1959 / Telefunken SLT 43040 & Sinfonie-Orchester des Bayerischen Rundfunks / 5. května 1967 / Orfeo)
- Beethoven: Symfonie č. 8 (Philharmonisches Staatsorchester Hamburg / 6. října 1958 / Telefunken SLT 43007 & Symphonieorchester des Bayerischen Rundfunks / 5. května 1967 živě v Mnichově / Orfeo & NHKO / 1. května 1967 živě v Tokiu)
- Beethoven: Symfonie č. 9 (NHK Symphony Orchestra / Ito / Kurimoto / Mori / Ohashi / 1965 živě v Tokiu)
- Brahms: Symfonie č. 1 (Berliner Philharmoniker / 8. března 1951 / Telefunken LSK 7008 & NHK-Sinfonieorchester / 1968 živě v Tokiu)
- Brahms: Symfonie č. 2 (Berliner Philharmoniker / 6. února 1962 / Telefunken SLT 43065 & Symphonieorchester des Bayerischen Rundfunks / 8. prosince 1966 živě v Mnichově)
- Brahms: Symfonie č. 3 (Philharmonisches Staatsorchester Hamburg / 6. února 1951 / Telefunken LSK 7020 & Bamberger Symphoniker / 8.–9. července 1963 / Telefunken NT 846)
- Brahms: Symfonie č. 4 (Philharmonisches Staatsorchester Hamburg / 21.–25. dubna 1960 / Telefunken SLT 43042 & Bamberger Symphoniker / 20. května 1968 živě v Tokiu)
- Bruckner: Symfonie č. 4 (NHK-Sinfonieorchester / 1968 živě v Tokiu)
- Bruckner: Symfonie č. 6 (Berliner Philharmoniker / 10.–14. března 1963 / Telefunken)
- Bruckner: Symfonie č. 7 (NHK-Sinfonieorchester / 1968 živě v Tokiu)
- Bruckner: Symfonie č. 9 (Philharmonisches Staatsorchester Hamburg / 31. října do 3. listopadu 1956 Telefunken)
- Dvořák: Rusalka (Celková nahrávka / Staatskapelle Dresden / Trötschel / Frick / Schindler / 1948 Urania)
- Furtwängler: Symfonie č. 6 (Berliner Philharmoniker / 1956)
- Gounod: Faust (Celková nahrávka)
- Händel: Concerto grosso B dur op. 3–2 (NHK-Sinfonieorchester / 1968 živě v Tokiu)
- Haydn: Symfonie č. 85 „La reine“ a Symfonie č. 101 „Die Uhr“ (Bamberger Symphoniker / 8.–11. července 1957 / Telefunken SLT 43015
- Hindemith: Cardillac (Celková nahrávka / Kölner Rundfunk-Sinfonieorchester / Kölner Rundfunkchor / Fischer-Dieskau / Kirschstein / Grobe / Kohn / Söderström / 14.–19. července 1968 / Deutsche Grammophon Gesellschaft 2707042)
- Hindemith: Nobilissima Visione; Symfonické metamorfózy na téma Carla Marii von Webera (Philharmonisches Staatsorchester Hamburg, Telefunken)
- Mahler: Das Lied von der Erde (Bamberger Symphoniker / Fischer-Dieskau / Wunderlich / 1964)
- Marschner: Hans Heiling (Celková nahrávka / WDR-Sinfonieorchester / Franzen / Plumacher / Prey / Synek / Kirschstein / Hering / Meister / 1966 živě v Kolíně nad Rýnem)
- Mozart: Kouzelná flétna (Celková nahrávka / WDR-Sinfonieorchester / Greindl / Schock / Hotter / Lipp / Sert / Kunz / 1954)
- Mozart: Kouzelná flétna (Wiener Philharmoniker / Chor der Wiener Staatsoper / Wunderlich / Frick / Wächter / Köth / Berry / 1960 Salcburské hudební slavnosti)
- Mozart: Titus (Celková nahrávka / WDR-Sinfonieorchester / 1955)
- Mozart: Serenáda G dur KV 525 „Malá noční hudba“ (Bamberger Symphoniker / 21. července 1959 / Telefunken SLT 43068)
- Mozart: Symfonie č. 17, G Dur, KV 129 (Bamberger Symphoniker / 1968)
- Mozart: Symfonie č. 28, KV 200 (Bamberger Symphoniker / 23.–25. července 1962 / Telefunken SLT 43068)
- Mozart: Symfonie č. 35 „Haffnerova“, KV 385 (Bamberger Symphoniker / 10. července 1963 / Telefunken SLT 43084
- Mozart: Symfonie č. 36 „Linecká“, KV 425 (Bamberger Symphoniker / 11. července 1963 / Telefunken SLT 43084
- Mozart: Symfonie č. 38 „Pražská“, KV 504 (Bamberger Symphoniker / 2. listopadu 1955 / Telefunken SLT 43012
- Mozart: Symfonie č. 39, KV 543 (Bamberger Symphoniker / 2. listopadu 1955 / Telefunken SLT 43012
- Mozart: Symfonie č. 40 g moll, KV 550 (Bamberger Symphoniker / 18.–19. července 1959 / Telefunken SLT 43038 & Symphonieorchester des Bayerischen Rundfunks / 8. prosince 1966)
- Mozart: Symfonie č. 41 C Dur „Jupiter“, KV 551 (Bamberger Symphoniker / 19.–20. července 1959 / Telefunken SLT 43038 & NHK-Sinfonieorchester / 1968 živě v Tokiu)
- Pfitzner: Von deutscher Seele (Celková nahrávka / Symphonieorchester und Chor des Bayerischen Rundfunks / Giebel / Töpper / Wunderlich / Wiener / 9. prosince 1965 / Deutsche Grammophon Gesellschaft 139 157-58)
- Reger: Variace a fuga na téma J. A. Hillera, op. 100 (Philharmonisches Staatsorchester Hamburg / 29. - 31. března 1955 / Telefunken SLT 43064)
- Reger: Variace a fuga na Mozartovo téma, op. 132 (Bamberger Symphoniker / 23.–25. července 1962 / Telefunken SLT 43067)
- Reger: Baletní suita pro orchestr, op. 130 (Bamberger Symphoniker / 24.–25. července 1962 Telefunken SLT 43067)
- Rossini: Lazebník sevillský (Celková nahrávka / Chor und Orchester der Bayerischen Staatsoper / Wunderlich / Prey / Hotter / Köth / Proebstl / 1959)
- Schubert: Symfonie č. 8 [č. 7] h-moll „Nedokončená“, (Bamberger Symphoniker / 7. července 1960 / Telefunken STW 30232)
- Schumann: Koncert pro klavír a orchestr (Anni Fischer / WDR Sinfonieorchester / 28. dubna 1958)
- Smetana: Vltava (Bamberger Symphoniker / 20. –21. července 1961 /Telefunken STW 30237)
- Smetana: Z českých luhů a hájů (Bamberger Symphoniker / 20.–21. července 1961 /Telefunken STW 30237)
- Smetana: Prodaná nevěsta (Celková nahrávka / Sinfonie-Orchester des Bayerischen Rundfunks / Siebert / Franzl / Böhme / Wehofschitz / 1957 Cantus Classics
- Strauss: Till Eulenspiegels lustige Streiche (Bamberger Symphoniker / 1968 živě v Tokiu)
- Strauss: Růžový kavalír (Celková nahrávka / Orchester der Bayerischen Staatsoper / Watson / Böhme / Töpper / Wiener / Köth / Waas / Stolze / 1965 živě v Mnichově)
- Strauss: Salome (Celková nahrávka / Orchester der Bayerischen Staatsoper / Barth / Borkh / Fehenberger / Hotter / Lorenz / 1951 živě v Mnichově)
- Strauss: Salome (Celková nahrávka / Staatskapelle Dresden / Oceanic)
- Strauss: Egyptská Helena (Celková nahrávka / 1956 živě v Mnichově)
- Strauss: Arabella (Celková nahrávka / Orchester der Bayerischen Staatsoper / Deutsche Grammophon)
- Strauss: Žena beze stínu (Celková nahrávka / Orchester der Bayerischen Staatsoper / Deutsche Grammophon)
- Verdi: Aida (Celková nahrávka)
- Wagner: Tristan a Isolda (Celková nahrávka / Chor und Orchester der Bayerischen Staatsoper / Bjoner / Uhl / Töpper / Wiener / Frick / 1965)
- Wagner: Mistři pěvci norimberští (Celková nahrávka / Wiener / Hotter / Thaw / Hoppe / Kusche / Metternich / Chor und Orchester der Bayerischen Staatsoper / 1963 / Eurodisc)
- Wagner: Prsten Nibelungův (Živě z Bayreuthu / 1955) / první stereo celková nahrávka formy Decca, zveřejněná až u TESTAMENTu 2006
- Wagner: Bludný Holanďan (Celková nahrávka / Orchester der Bayreuther Festspiele / Decca)
- Wagner: Lohengrin (Celková nahrávka / Orchester der Bayreuther Festspiele / Decca)
- Wagner: Tannhäuser (Celková nahrávka)
- Weber: Čarostřelec (Celková nahrávka / Berliner Philharmoniker / Grümmer / Otto / Schock / Kohn / Prey / Wiemann / Frick / 23. dubna až 14. září 1958 / EMI HMV ASD 319–321)

## Vyznamenání
- 1945: saskou vládou udělen titul profesor
- 1949: Národní cena NDR 1. třídy
- 1956:  komtur Řádu Fénixe (Řecko)
- 1961:  Bavorský řád za zásluhy (Bavorsko)[6]
- 1964:  Čestný kříž Za vědu a umění I. třídy (Rakousko)
- 1967: Kulturní cena města Winterthur
- 1967: čestný dirigent NHK Symphony Orchestra Tokyo (jako druhý dirigent v dějinách orchestru)